# Malcolm Wilson

Malcolm Irving Wilson, (rođen 17. veljače 1956.) je britanski bivši reli-vozač. Otac je Matthewa Wilsona, koji nastupa kao reli vozač na utrkama svjetskog prvenstva u reliju.
Kao reli vozač nastupio je na 42 utrke svjetskog prvenstva u reliju, nije zabilježio niti jednu pobjedu, dok je na dvije utrke došao do podija. Tijekom 20 godine karijere kao vrhunski reli vozač, najviše je nastupao za Ford, iako je vozio i Metro 6R4, Audi Quatro, Vauxhall Astru. Za volanom Ford Escorta tijekom kasnih 1970-ih dva puta bio je britanski nacionalni prvak, dok je 1994. osvoji i britansko međunarodno prvenstvo u reliju. Nakon vozačke karijere preuzeo je vođenje reli momčadi. Pod njegovim vodstvom "M-Sport" (bivša "Malcolm Wilson Motorsport") postala je vodeća privatna momčad s nizom međunarodnih titula i pobjeda. Vrhunac je bio sezona 2006. kada je Wilson odveo Ford do momčadskog naslova prvaka po prvi puta u 25 godina, što su ponovili 2007.